# Godrico de Finchale
Godrico de Finchale (ou São Goderico) (c. 1065 - 21 de maio de 1170) foi um eremita inglês, comerciante e santo popular medieval, embora nunca tenha sido formalmente canonizado. Ele nasceu em Walpole, em Norfolk, e morreu em Finchale, no condado de Durham.

## Vida
I. Saintë Marië Virginë, 
 Moder Iesu Cristes Nazarenë,
 Onfo, schild, help thin Godric,
 Onfong bring hegilich
 With the in Godës riche.

II. Saintë Marië Cristes bur,
 Maidenës clenhad, moderës flur;
Dilie min sinnë, rix in min mod,

Bring me to winnë with the selfd God.

Os primeiros dois hinos de São Godrico, alguns dos primeiros cenários musicais remanescentes no inglês médio
 A vida de Godrico foi registrada por um contemporâneo seu: um monge chamado Reginaldo de Durham. Várias outras hagiografias também existem. De acordo com esses relatos, Godrico, que começou de uma origem humilde como o filho de Ailuardo e Eduena, "ambos de classe e riqueza esbeltas, mas abundante em retidão e virtude", era um mascate, então um marinheiro e empresário, e pode ter sido o capitão e proprietário do navio que transportou Balduíno I de Jerusalém para Jafa em 1102. Depois de anos no mar, Godrico supostamente foi para a ilha de Lindisfarne e lá encontrou São Cuteberto; este não terá sido um encontro físico, pois Cuteberto já estava morto há muito tempo e foi enterrado na Catedral de Durham. Este encontro mudou sua vida, e ele se dedicou ao cristianismo e ao serviço a Deus depois disso
Depois de muitas peregrinações ao redor do Mediterrâneo, Godrico voltou para a Inglaterra e viveu com um eremita idoso chamado Elrico por dois anos. Após a morte de Elrico, Godrico fez uma última peregrinação a Jerusalém, e então voltou para casa, onde convenceu Ranulfo Flambardo, o bispo de Durham, a conceder-lhe um lugar para viver como um eremita em Finchale, perto do rio Wear. Ele havia servido anteriormente como porteiro, o mais baixo das ordens menores, na igreja do hospital próximo ao Hospital St Giles em Durham. Ele tem vivido em Finchale pelos últimos sessenta anos de sua vida, ocasionalmente encontrando-se com visitantes aprovados pelo prior local. Com o passar dos anos, sua reputação cresceu, e Thomas Becket e o Papa Alexandre III supostamente buscaram o conselho de Godrico como um homem sábio e santo.

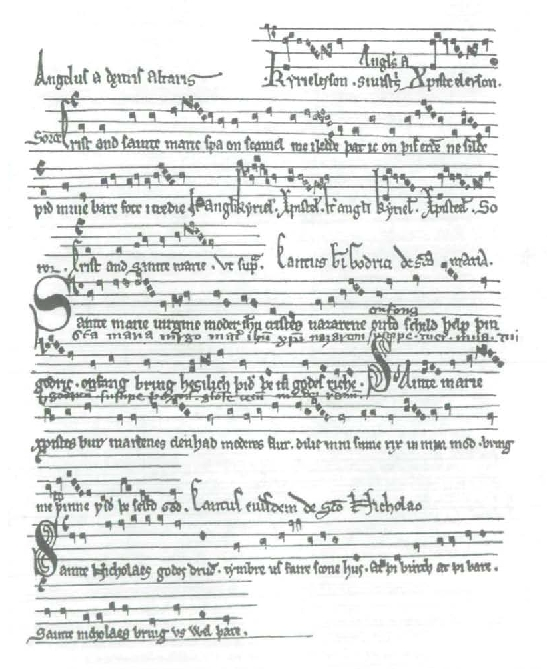
Manuscrito do século 13 dos quatro hinos de São Godrico

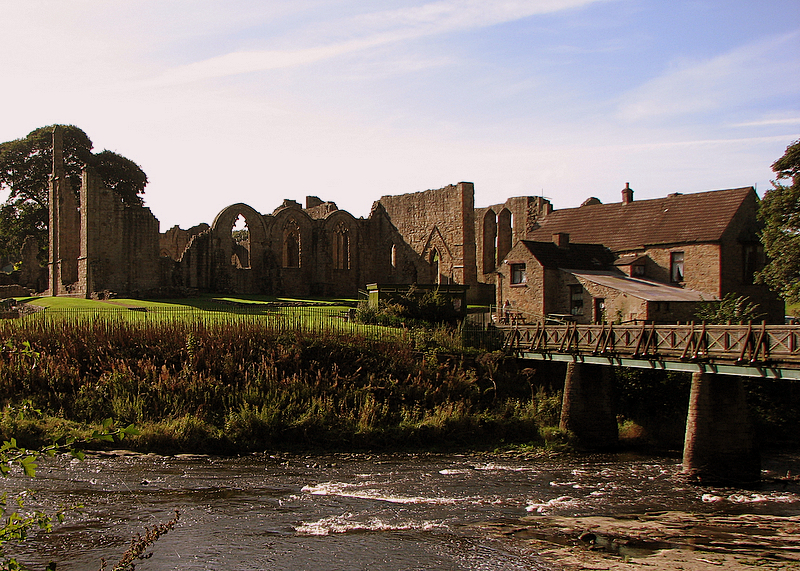
Finchale Priory on the River Wear no local do eremitério de Godrico

Reginaldo descreve os atributos físicos de Godrico:
Pois ele era vigoroso e extenuante mentalmente, com todos os membros e corpo forte. Era de estatura média, ombros largos e peito largo, rosto comprido, olhos acinzentados muito claros e penetrantes, sobrancelhas espessas, testa larga, narinas longas e abertas, nariz de curvas formosas e queixo pontudo. Sua barba era densa e mais longa do que o normal, sua boca bem formada, com lábios de espessura moderada; na juventude, seu cabelo era preto, na idade tão branco quanto a neve; seu pescoço era curto e grosso, cheio de veias e tendões; suas pernas eram um tanto esguias, seu peito do pé alto, seus joelhos endurecidos e cheios de tesão com frequentes ajoelhamento; toda a sua pele áspera além do normal, até que toda essa aspereza foi suavizada pela idade ...
São Godrico talvez seja mais lembrado por sua bondade para com os animais, e muitas histórias relembram sua proteção às criaturas que viviam perto de sua casa na floresta. De acordo com um deles, ele escondeu um cervo de caçadores perseguidores; de acordo com outro, ele até permitia que cobras se aquecessem com seu fogo. Godrico vivia de uma dieta de ervas, mel silvestre, bolotas, maçãs silvestres e nozes. Ele dormia no chão nu.
Reginaldo de Durham gravou quatro canções de São Godrico: são as canções mais antigas em inglês para as quais o cenário musical original sobreviveu. Reginaldo descreve as circunstâncias em que Godrico aprendeu a primeira música. Em uma visão, a Virgem Maria apareceu a Godrico com a seu lado "duas donzelas de beleza incomparável vestidas com raiments brancos brilhantes". Eles se comprometeram a ajudá-lo em momentos de necessidade; e a própria Virgem ensinou a Godrico uma canção de consolo para superar a dor ou a tentação ( Saintë Marië Virginë ).